# Sportliche Vereinigung Blau-Weiß 1890 1989-1990
Questa voce raccoglie le informazioni riguardanti la Sportliche Vereinigung Blau-Weiß 1890 nelle competizioni ufficiali della stagione 1989-1990.

## Stagione
Nella stagione 1989-1990 il Blau-Weiss Berlin, allenato da Bernd Schumm e Horst Ehrmantraut, concluse il campionato di 2. Bundesliga al 9º posto. In Coppa di Germania il Blau-Weiss Berlin fu eliminato al secondo turno dallo Schweinfurt 05.

## Rosa
| N. |                      | Ruolo | Calciatore          |
| -- | -------------------- | ----- | ------------------- |
|    | Germania (bandiera)  | P     | Uwe Dignaß          |
|    | Germania (bandiera)  | P     | Holger Gehrke       |
|    | Germania (bandiera)  | P     | Klaus Mösle         |
|    | Germania (bandiera)  | D     | Dieter Brefort      |
|    | Germania (bandiera)  | D     | Jürgen Haller       |
|    | Germania (bandiera)  | D     | Dirk Kunert         |
|    | Germania (bandiera)  | D     | Alexander Kutschera |
|    | Germania (bandiera)  | D     | Michael Schmidt     |
|    | Germania (bandiera)  | D     | Norbert Wagner      |
|    | Germania (bandiera)  | C     | Thomas Albrecht     |
|    | Germania (bandiera)  | C     | Dietmar Drabow      |
|    | Germania (bandiera)  | C     | Peter Gartmann      |
|    | Rep. Ceca (bandiera) | C     | Stanislav Levý      |

| N. |                     | Ruolo | Calciatore            |
| -- | ------------------- | ----- | --------------------- |
|    | Germania (bandiera) | C     | Thomas Motzke         |
|    | Germania (bandiera) | C     | Dirk Schlegel         |
|    | Germania (bandiera) | C     | Norbert Schock        |
|    | Germania (bandiera) | C     | Matthias Timm         |
|    | Polonia (bandiera)  | C     | Waldemar Wielga       |
|    | Germania (bandiera) | C     | Achim Wilbois         |
|    | Germania (bandiera) | A     | Thomas Adler          |
|    | Germania (bandiera) | A     | René Deffke           |
|    | Germania (bandiera) | A     | Stefan Dinauer        |
|    | Germania (bandiera) | A     | Peter Saternus        |
|    | Germania (bandiera) | A     | Thorsten Schlumberger |
|    | Germania (bandiera) | A     | Ralf Steinfurth       |

## Organigramma societario
Area tecnica
- Allenatore: Horst Ehrmantraut
- Allenatore in seconda:
- Preparatore dei portieri:
- Preparatori atletici:

## Calciomercato

### Sessione estiva
| Acquisti | Acquisti       | Acquisti               | Acquisti |
| R.       | Nome           | da                     | Modalità |
| -------- | -------------- | ---------------------- | -------- |
| A        | René Deffke    | Ludwigsfelder          |          |
| D        | Dieter Brefort | Hertha Berlino         |          |
| P        | Uwe Dignaß     | Fortuna Düsseldorf     |          |
| D        | Dirk Kunert    | Reinickendorfer Füchse |          |
| C        | Thomas Motzke  | Augusta                |          |

| Cessioni | Cessioni         | Cessioni          | Cessioni |
| R.       | Nome             | a                 | Modalità |
| -------- | ---------------- | ----------------- | -------- |
| A        | Jörg Gaedke      | Hertha Zehlendorf |          |
| C        | Hans-Peter Stark | Hertha Zehlendorf |          |

### Sessione invernale
| Acquisti | Acquisti        | Acquisti             | Acquisti |
| R.       | Nome            | da                   | Modalità |
| -------- | --------------- | -------------------- | -------- |
| C        | Thomas Albrecht | FC Stahl Hennigsdorf |          |
| C        | Dietmar Drabow  | Stahl Riesa          |          |
| A        | Ralf Steinfurth | Greifswalder         |          |

| Cessioni | Cessioni      | Cessioni       | Cessioni |
| R.       | Nome          | a              | Modalità |
| -------- | ------------- | -------------- | -------- |
| D        | Robert Holzer | Hertha Berlino |          |

## Risultati

### 2. Bundesliga

#### Girone di andata
| Arbitro: | Osmers |

|           |           |          |
| Drube 44’ | Marcatori | 76’ Timm |

| Arbitro: | Prengel |

|                                           |           |          |
| Brefort 17’ (rig.) Wilbois 40’ Holzer 63’ | Marcatori | 2’ Majka |

| Arbitro: | Boos |

|                      |           |                                                          |
| Jaschke 9’ Glöde 48’ | Marcatori | 18’, 77’ Adler 35’ (rig.) Brefort 88’ Dinauer 90’ Motzke |

| Arbitro: | Feistner |

|                       |           |  |
| Adler 77’ Dinauer 88’ | Marcatori |  |

| Arbitro: | Gangkofer |

|                         |           |  |
| Naumann 44’ Pospich 60’ | Marcatori |  |

| Arbitro: | Schmidt |

|                    |           |  |
| Dinauer 80’ (rig.) | Marcatori |  |

| Arbitro: | Heitmann |

|              |           |           |
| Schlegel 45’ | Marcatori | 58’ Adler |

| Arbitro: | Correll |

|                  |           |            |
| Schlumberger 21’ | Marcatori | 20’ Banach |

| Arbitro: | Kraus |

|                    |           |             |
| Seufert 88’ (rig.) | Marcatori | 48’ Brefort |

| Arbitro: | Neuner |

|                       |           |                                     |
| Adler 75’ Dinauer 88’ | Marcatori | 50’ Patzke 54’ Lünsmann 87’ Mischke |

| Arbitro: | Scheuerer |

|                          |           |  |
| Gäher 25’ Silberbach 90’ | Marcatori |  |

| Arbitro: | Mölm |

|                                     |           |             |
| Schlegel 7’ Holzer 12’ Gartmann 90’ | Marcatori | 30’ Blättel |

| Arbitro: | Tritschler |

|                                                          |           |            |
| Sachs 16’ Jałocha 39’, 67’ Staudner 59’, 69’ Scheler 66’ | Marcatori | 68’ Motzke |

| Arbitro: | Eli |

|  |           |                            |
|  | Marcatori | 21’ (rig.) Hjelm 81’ Imhof |

| Arbitro: | Rubel |

|                       |           |                      |
| Schmidt 22’ Kober 60’ | Marcatori | 38’ Dinauer 65’ Levý |

| Arbitro: | Fux |

|            |           |           |
| Deffke 57’ | Marcatori | 35’ Reich |

| Arbitro: | Föckler |

|                         |           |  |
| Schacht 25’ Goldbæk 65’ | Marcatori |  |

| Arbitro: | Blüthgen |

|           |           |             |
| Motzke 9’ | Marcatori | 58’ Sulmann |

| Arbitro: | Ronig |

|            |           |            |
| Müller 83’ | Marcatori | 45’ Motzke |

#### Girone di ritorno
| Arbitro: | Aust |

|  |           |                  |
|  | Marcatori | 87’ Freudenstein |

| Arbitro: | Domberg |

|  |           |             |
|  | Marcatori | 13’ Dinauer |

| Arbitro: | Dellwing |

|                         |           |           |
| Schlegel 30’ Motzke 87’ | Marcatori | 70’ Glöde |

| Arbitro: | Welz |

|                                  |           |           |
| Holzer 29’ (aut.) Regenbogen 41’ | Marcatori | 14’ Adler |

| Arbitro: | Birlenbach |

|                   |           |            |
| Drabow 11’ (rig.) | Marcatori | 45’ Lellek |

| Arbitro: | Führer |

|                             |           |                |
| Delzepich 16’ Schneider 72’ | Marcatori | 78’ Steinfurth |

| Arbitro: | Rubel |

|  |           |         |
|  | Marcatori | 32’ Epp |

| Bochum 17 marzo 1990, ore 15:00 CET 27ª giornata | Wattenscheid 09 | 0 – 0 referto | Blau-Weiß Berlin | Lohrheidestadion (3 500 spett.)\| Arbitro: \| Ronig \| |
| Arbitro:                                         | Ronig           |               |                  |                                                        |

| Arbitro: | Diekert |

|                      |           |  |
| Deffke 20’ Adler 69’ | Marcatori |  |

| Arbitro: | Pauly |

|                          |           |  |
| Klaus 77’ Gries 78’, 86’ | Marcatori |  |

| Arbitro: | Welz |

|                        |           |            |
| Albrecht 25’ Adler 78’ | Marcatori | 41’ Fleige |

| Arbitro: | Matheis |

|                       |           |  |
| Blättel 52’, 65’, 78’ | Marcatori |  |

| Arbitro: | Kentsch |

|           |           |  |
| Adler 61’ | Marcatori |  |

| Arbitro: | Kraus |

|             |           |            |
| Schüler 45’ | Marcatori | 13’ Motzke |

| Arbitro: | Schneider |

|                           |           |  |
| Adler 29’, 65’ Deffke 90’ | Marcatori |  |

| Arbitro: | Scheuerer |

|                               |           |  |
| Radojewski 12’ Zimmerling 80’ | Marcatori |  |

| Arbitro: | Eli |

|            |           |                |
| Deffke 53’ | Marcatori | 13’ Sendscheid |

| Arbitro: | Bruch |

|            |           |            |
| Klobke 55’ | Marcatori | 60’ Motzke |

| Arbitro: | Gochermann |

|                            |           |                             |
| Deffke 57’, 90’ Drabow 69’ | Marcatori | 53’ (rig.) Leitl 89’ Müller |

### Coppa di Germania
| Arbitro: | Hagen |

|                                |           |                   |
| Bertrams 15’ Holzer 95’ (aut.) | Marcatori | 40’, 117’ Wilbois |

| Arbitro: | Malbranc |

|           |           |  |
| Adler 33’ | Marcatori |  |

| Arbitro: | Kiefer |

|                                   |           |               |
| Gürtler 57’, 58’, 90’ Winkler 68’ | Marcatori | 7’, 64’ Adler |

## Statistiche

### Statistiche di squadra
| Competizione      | Punti | In casa | In casa | In casa | In casa | In casa | In casa | In trasferta | In trasferta | In trasferta | In trasferta | In trasferta | In trasferta | Totale | Totale | Totale | Totale | Totale | Totale | DR |
| Competizione      | Punti | G       | V       | N       | P       | Gf      | Gs      | G            | V            | N            | P            | Gf           | Gs           | G      | V      | N      | P      | Gf     | Gs     | DR |
| ----------------- | ----- | ------- | ------- | ------- | ------- | ------- | ------- | ------------ | ------------ | ------------ | ------------ | ------------ | ------------ | ------ | ------ | ------ | ------ | ------ | ------ | -- |
| 2. Bundesliga     | 37    | 19      | 10      | 5       | 4       | 29      | 18      | 19           | 2            | 8            | 9            | 17           | 34           | 38     | 12     | 13     | 13     | 46     | 52     | -6 |
| Coppa di Germania | -     | 1       | 1       | 0       | 0       | 1       | 0       | 2            | 0            | 1            | 1            | 4            | 6            | 3      | 1      | 1      | 1      | 5      | 6      | -1 |
| Totale            | 37    | 20      | 11      | 5       | 4       | 30      | 18      | 21           | 2            | 9            | 10           | 21           | 40           | 41     | 13     | 14     | 14     | 51     | 58     | -7 |

### Andamento in campionato
| Giornata  | 1 | 2 | 3 | 4 | 5 | 6 | 7 | 8 | 9 | 10 | 11 | 12 | 13 | 14 | 15 | 16 | 17 | 18 | 19 | 20 | 21 | 22 | 23 | 24 | 25 | 26 | 27 | 28 | 29 | 30 | 31 | 32 | 33 | 34 | 35 | 36 | 37 | 38 |
| --------- | - | - | - | - | - | - | - | - | - | -- | -- | -- | -- | -- | -- | -- | -- | -- | -- | -- | -- | -- | -- | -- | -- | -- | -- | -- | -- | -- | -- | -- | -- | -- | -- | -- | -- | -- |
| Luogo     | T | C | T | C | T | C | T | C | T | C  | T  | C  | T  | C  | T  | C  | T  | C  | T  | C  | T  | C  | T  | C  | T  | C  | T  | C  | T  | C  | T  | C  | T  | C  | T  | C  | T  | C  |
| Risultato | N | V | V | V | P | V | N | N | N | P  | P  | V  | P  | P  | N  | N  | P  | N  | N  | P  | V  | V  | P  | N  | P  | P  | N  | V  | P  | V  | P  | V  | N  | V  | P  | N  | N  | V  |
| Posizione | 8 | 3 | 3 | 3 | 4 | 4 | 4 | 4 | 4 | 7  | 7  | 6  | 7  | 9  | 9  | 9  | 10 | 10 | 10 | 11 | 10 | 9  | 10 | 11 | 13 | 14 | 14 | 13 | 14 | 14 | 14 | 12 | 12 | 11 | 12 | 12 | 11 | 9  |

Legenda:

Luogo: C = Casa; T = Trasferta. Risultato: V = Vittoria; N = Pareggio; P = Sconfitta.

### Statistiche dei giocatori
| Giocatore       | 2. Bundesliga | 2. Bundesliga | 2. Bundesliga | 2. Bundesliga | Coppa di Germania | Coppa di Germania | Coppa di Germania | Coppa di Germania | Totale   | Totale | Totale      | Totale     |
| Giocatore       | Presenze      | Reti          | Ammonizioni   | Espulsioni    | Presenze          | Reti              | Ammonizioni       | Espulsioni        | Presenze | Reti   | Ammonizioni | Espulsioni |
| --------------- | ------------- | ------------- | ------------- | ------------- | ----------------- | ----------------- | ----------------- | ----------------- | -------- | ------ | ----------- | ---------- |
| T. Adler        | 36            | 11            | 7             | 0             | 3                 | 3                 | 1                 | 0                 | 39       | 14     | 8           | 0          |
| T. Albrecht     | 2             | 1             | 0             | 0             | 0                 | 0                 | 0                 | 0                 | 2        | 1      | 0           | 0          |
| D. Brefort      | 13            | 3             | 1             | 0             | 3                 | 0                 | 1                 | 0                 | 16       | 3      | 2           | 0          |
| R. Deffke       | 22            | 6             | 3             | 0             | 0                 | 0                 | 0                 | 0                 | 22       | 6      | 3           | 0          |
| U. Dignaß       | 8             | 0             | 0             | 0             | 1                 | 0                 | 0                 | 0                 | 9        | 0      | 0           | 0          |
| S. Dinauer      | 20            | 6             | 4             | 0             | 2                 | 0                 | 0                 | 0                 | 22       | 6      | 4           | 0          |
| D. Drabow       | 17            | 2             | 3             | 0             | 0                 | 0                 | 0                 | 0                 | 17       | 2      | 3           | 0          |
| P. Gartmann     | 24            | 1             | 5             | 0             | 0                 | 0                 | 0                 | 0                 | 24       | 1      | 5           | 0          |
| H. Gehrke       | 30            | 0             | 2             | 0             | 2                 | 0                 | 0                 | 0                 | 32       | 0      | 2           | 0          |
| J. Haller       | 20            | 0             | 5             | 0             | 3                 | 0                 | 2                 | 0                 | 23       | 0      | 7           | 0          |
| R. Holzer       | 20            | 2             | 3             | 2             | 2                 | 0                 | 0                 | 0                 | 22       | 2      | 3           | 2          |
| D. Kunert       | 12            | 0             | 0             | 0             | 3                 | 0                 | 0                 | 0                 | 15       | 0      | 0           | 0          |
| A. Kutschera    | 37            | 0             | 5             | 0             | 3                 | 0                 | 1                 | 0                 | 40       | 0      | 6           | 0          |
| S. Levý         | 34            | 1             | 9             | 0             | 3                 | 0                 | 0                 | 0                 | 37       | 1      | 9           | 0          |
| T. Motzke       | 33            | 7             | 1             | 0             | 3                 | 0                 | 0                 | 0                 | 36       | 7      | 1           | 0          |
| K. Mösle        | 1             | 0             | 0             | 0             | 0                 | 0                 | 0                 | 0                 | 1        | 0      | 0           | 0          |
| P. Saternus     | 3             | 0             | 0             | 0             | 1                 | 0                 | 0                 | 0                 | 4        | 0      | 0           | 0          |
| D. Schlegel     | 34            | 2             | 3             | 1             | 2                 | 0                 | 0                 | 0                 | 36       | 2      | 3           | 1          |
| T. Schlumberger | 17            | 1             | 4             | 0             | 3                 | 0                 | 1                 | 0                 | 20       | 1      | 5           | 0          |
| M. Schmidt      | 26            | 0             | 2             | 0             | 1                 | 0                 | 1                 | 0                 | 27       | 0      | 3           | 0          |
| N. Schock       | 3             | 0             | 0             | 0             | 1                 | 0                 | 0                 | 0                 | 4        | 0      | 0           | 0          |
| R. Steinfurth   | 13            | 1             | 0             | 0             | 0                 | 0                 | 0                 | 0                 | 13       | 1      | 0           | 0          |
| M. Timm         | 10            | 1             | 1             | 0             | 0                 | 0                 | 0                 | 0                 | 10       | 1      | 1           | 0          |
| N. Wagner       | 25            | 0             | 4             | 1             | 1                 | 0                 | 1                 | 0                 | 26       | 0      | 5           | 1          |
| W. Wielga       | 1             | 0             | 1             | 0             | 0                 | 0                 | 0                 | 0                 | 1        | 0      | 1           | 0          |
| A. Wilbois      | 27            | 1             | 2             | 0             | 2                 | 2                 | 0                 | 0                 | 29       | 3      | 2           | 0          |